# Edmond Dosti
Edmond Dosti, albanski nogometaš, * 5. februar 1969, Tirana, Albanija.
Igral je na položaju napadalca.

## Klubska kariera
Dosti je igral kot napadalec za FK Partizani  v Albaniji in za Olimpijo Ljubljano v Sloveniji. Bil je najboljši strelec albanske superlige v sezoni 1992–93 z 21 goli. V isti sezoni je zmagal tudi naslov prvaka s Partizanijem, skupaj s soigralci reprezentance, kot sta Adnan Ocelli in Artan Bano.

## Reprezentančna kariera
Dosti je bil član albanske reprezentance med letoma 1991 in 1995. Skupno je odigral šest tekem, vse kot rezervni igralec.

## Naslovi
Partizani
- Albanska superliga: 1992–93[5]

Olimpija Ljubljana
- Slovenska prva nogometna liga: 1994–95